# Prins Alexanderplein
Het Prins Alexanderplein (van 1969 tot 1983 Alexanderplein), is het meest centrale plein van de noordoostelijke deelgemeente van Rotterdam, Prins Alexander.
Aan het plein liggen het Station Rotterdam Alexander (boven straatniveau), de sneltramhalte Alexander (lijnen A en B), het Winkelcentrum Alexandrium I (shopping center) en de kantoren van de deelgemeente.
De sneltramhalte scheidt het plein van de Prins Alexanderlaan.
Het plein is voetgangersgebied.
Brandingdijk ·
Capelseweg ·
's-Gravenweg ·
Groeneweg ·
Hoofdweg ·
Jacques Dutilhweg ·
Kralingseweg ·
Laan van Avant-Garde ·
Ommoordseweg ·
President Rooseveltweg ·
Prins Alexanderlaan ·
Prins Alexanderplein ·
Prinsenlaan ·
Ringvaartweg ·
IJsselmondselaan ·
Zevenkampse Ring